# Рэдулеску-Мотру, Константин
Константин Рэдулеску-Мотру (рум. Constantin Rădulescu-Motru; 15 февраля 1868, Бутоешь, Мехединци, Валахия — 6 марта 1957, Бухарест) — румынский философ, психолог, социолог, логик, академик, прозаик, драматург, политик. Член Румынской Академии, вице-президент академии (1935—1938, 1941—1944) и её президент (1938—1941). Доктор наук.

## Биография
Внук настоятеля монастыря. Изучал право и литературу в Бухарестском университете. Летом 1889 года путешествовал по Германии, Австрии и Швейцарии. Затем, продолжил образование в университетах Мюнхена и Лейпцига. Ученик Карла Штумпфа. Работал под руководством Вильгельма Вундта.
В 1893 году познакомился с работами Ницше. В том же году защитил докторскую диссертацию по философии у Вундта в Лейпциге. Работал над развитием теории естественного права Канта.
С 1906 года — заведующий кафедрой философии в Бухарестском университете, в 1918 году — входил в руководство бухарестским Национальным театром. Позже, с 1938 по 1941 год был президентом Румынской академии.
Политически активный Рэдулеску-Мотру занимал националистические позиции.
Во время Второй мировой войны поддерживал диктатуру Йона Антонеску и союз Румынии с нацистской Германией против СССР.
После смерти Радлеску-Мотру был похоронен на кладбище Беллу в Бухаресте.

## Вклад в психологию
Константин Рэдулеску-Мотру начал свой курс психологии с этимологического определения хпсихологии, которую он назвал наукой духовной жизни, от греческих слов psyche (душа) и logos (наука). Считая, что психология «предназначена для описания полностью и точно различных форм. духовной жизни; в то же время он дает нам объяснение духовных фактов с точки зрения их преемственности и сосуществования».
Он определил ощущения или элементарные ощущения «как последние дифференциации, которые мы получаем в интуитивных проявлениях сознания, выделяя и изменяя условия их производства». По его словам, сознание получает образы об объектах, а не элементарные чувства, потому что наши вкусы, цвета, ощущения и т. д. являются свойствами объектов, не имеющими собственного существования, а их названия являются результатом процесса абстракции . Хотя человек редко осознает их по отдельности, ощущения являются реальными явлениями психической жизни, которые лежат в основе более сложных психических процессов и интегрированы в них .

## Избранные труды
- F. W. Nietzsche, Viața și filosofia, 1897
- Problemele psihologiei, 1898
- Psihologia martorului, 1906
- Psihologia industriașului, 1907
- Din psihologia revoluționarului, 1919
- Curs de psihologie, 1923
- Țărănismul. Un suflet și o politică, 1927
- Vocația, factor hotărâtor în cultura popoarelor, 1932
- Românismul. Catehismul unei noi spiritualităţi, 1936
- Psihologia poporului român, 1937
- Timp și destin, 1940
- Etnicul românesc, Comunitate de origine, limbă și destin, 1942
- Zeit und Schicksal , 1943